# Ørslev Sogn (Slagelse Kommune)
Ørslev Sogn ist eine Kirchspielsgemeinde (dän.: Sogn) auf der dänischen Insel Seeland.
Bis 1970 gehörte sie zur Harde Vester Flakkebjerg Herred im damaligen Sorø Amt, danach zur Skælskør Kommune, die wiederum im Zuge der Kommunalreform zum 1. Januar 2007 in der erweiterten Slagelse Kommune als Teil der Region Sjælland aufgegangen ist.
Am 1. Januar 2023 lebten 218 Einwohner im Kirchspiel, davon 39 auf der zum Gemeindegebiet gehörenden Insel Glænø. Die „Ørslev Kirke“ liegt auf dem Gebiet der Gemeinde.
Nachbargemeinden sind im Norden Sønder Bjerge Sogn, im Osten Holsteinborg Sogn sowie im Westen Tjæreby Sogn. Im Süden grenzt das Kirchspiel an die Ostsee.